# 要塞攻囲論
『要塞攻囲論』（Traité de l'attaque des places）とは、17世紀のフランスの軍事学者ヴォーバンによる要塞戦闘の戦術的研究である。
ヴォーバンは要塞に対する攻撃・攻囲と要塞を用いた防御の研究で業績を残したフランスの軍人であり、本書はブルゴーニュ公のために執筆した研究であり、当時の土木工学の知識を軍事的に活用し、塹壕、土塁を用いて要塞を攻撃する部隊を掩護するための戦術を構築した。
彼の攻囲の形式は基本的には18世紀の軍事行動から受け継がれたものである。要塞を守備する部隊の火砲の射程外に戦力を集結させる。そこから工兵部隊によって要塞に対してまず直角に塹壕を構築していき、適当な地点から敵の要塞に対して平行に塹壕を左右の方向に構築し、ここを第一平行壕として兵員や物資を集結させる。第一平行壕からさらに同じ要領で要求された距離に第二平行壕を構築する。第二平行壕からさらに陣地を構築し、要塞の斜堤に対して至近距離に第三平行壕を完成させる。第三平行壕からは要塞攻撃に必要な前進壕を斜堤に到達するように構築し、この平行壕に攻撃部隊を配備する。敵の防御線に対する突撃準備射撃を行うために「騎兵式胸壁」と呼ばれる高層の土塁を建設し、そこから射撃を行う。土塁からの支援射撃を受けながら擲弾兵の強襲によって斜堤を突破、敵陣地の占領をした後は砲兵部隊による砲撃で敵の防御線の突破口を形成し、最終的な攻撃を行うものとされる。
ヴォーバンの攻囲についての研究は当時の軍事行動を詳細に観察した研究であり、当時の軍人たちの重要な参照点となった。彼の平行壕は1673年のマーストリヒト攻囲で初めて実践され、1684年にはルクセンブルク攻囲で騎兵式胸壁が使用されている。ヴォーバンは要塞に対する攻撃についての研究だけでなく、要塞での防御についての研究も行った。